# رايموند إي. بانكس
رايموند إي. بانكس (بالإنجليزية: Raymond E. Banks)‏ (29 نوفمبر 1918 - 3 أغسطس 1996)؛ روائي أمريكي.